# 한국손해사정사회
한국손해사정사회(韓國損害査定士會)는 손해사정사들의 공식적인 손해사정사협회로서 보험계약자 등의 권익보호 및 손해사정사회 제도이 건전한 발전에 기여하기 위해 설립된 대한민국 금융위원회 소관 유일한 사단법인이다. 서울특별시 강남구 광평로 47길 28 KT 수서빌딩 5층에 위치하고 있다.

## 조직

### 총회

#### 이사회
- 감사

##### 회장
- 사무국
- 운영위원회
- 교육연수위원회
- 제도개선위원회
- 준법감시위원회
- 분쟁조정위원회
- 서울지회
- 동서울지회
- 중부지회
- 충청지회
- 호남지회
- 경남지회
- 경북지회